# Iwa Widenowa-Kuljašević
Iwa Nikolowa Widenowa-Kuljašević (Schreibweise beim Weltschachbund FIDE Iva Videnova-Kuljasevic, bulgarisch Ива Николова Виденова; * 17. Oktober 1987 als Iwa Widenowa in Sofia) ist eine bulgarische Schachspielerin.

## Leben

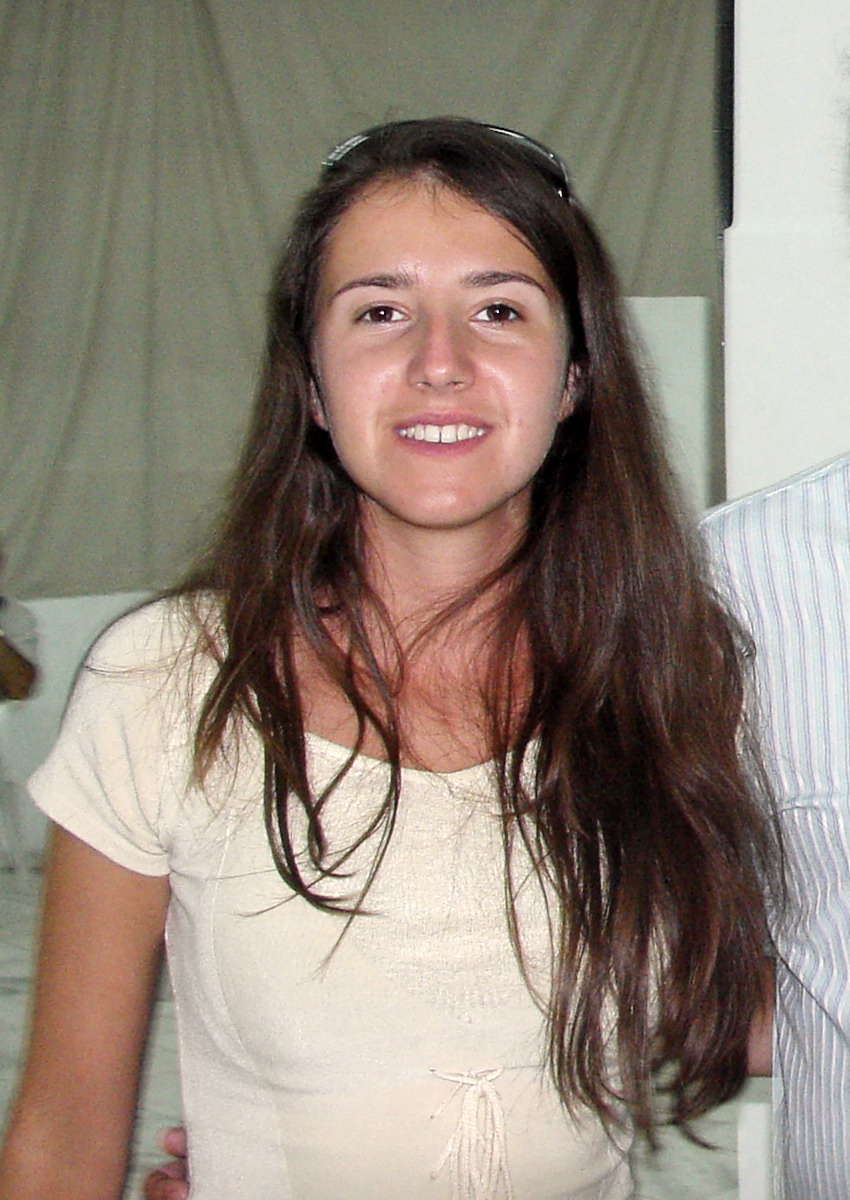
Iwa Widenowa, 2008

Das Schachspielen lernte sie im Alter von vier Jahren von ihrem Großvater, ihre ersten Turniere spielte sie aber erst mit 13. Trainiert wurde sie dabei vom Internationalen Meister Dimitar Marholew. Danach arbeitete sie mit IM Nikolaj Ninow, IM Walentin Panbukdschian, GM Wladimir Dimitrow und IM Nanko Dobrew. Iwa Widenowa studierte Schach an der bulgarischen Staatlichen Akademie für Sport in Sofia, an der auch Wesselin Topalow, Antoaneta Stefanowa und Silvia Collas studiert haben.
Sie arbeitet als Schachtrainerin in Dubai und ist seit 2016 mit dem kroatischen Großmeister Davorin Kuljašević verheiratet.

## Erfolge
2007 und 2008 gewann sie die bulgarische Frauenmeisterschaft im Blitzschach. Bei bulgarischen Einzelmeisterschaften der Frauen belegte sie 2008 den dritten, 2009 den vierten Platz und 2010 den zweiten Platz. Die Meisterschaften 2012, 2013 und 2014 konnte sie gewinnen.
2007 erhielt sie den Titel FIDE-Meister der Frauen (WFM), seit Januar 2010 ist sie Internationaler Meister der Frauen (WIM), dabei übererfüllte sie alle drei Normen für den WIM-Titel. Den Titel Großmeister der Frauen (WGM) trägt sie seit Juni 2011. Die Normen hierfür erzielte sie im Juli 2009 beim 8. Internationalen Open in La Fère, im Dezember 2010 bei der 23. Trophy Belgrad sowie mit Übererfüllung im Februar 2011 im A-Open des 10. Internationalen Festivals in Rochefort-sur-Mer. Eine Norm zum Erhalt des Titels Internationaler Meister (IM) erzielte sie bei der Mannschaftseuropameisterschaft der Frauen 2011. Die WGM-Norm aus Rochefort-sur-Mer war gleichzeitig eine IM-Norm, eine dritte IM-Norm erfüllte Widenowa im September 2014 beim Med SLAMA Memorial im tunesischen Monastir. Da sie allerdings die für die Verleihung des IM-Titels erforderliche Elo von mindestens 2400 noch nicht erreicht hat, erfolgte die Titelvergabe im November 2014 nur unter Elo-Vorbehalt. Im Februar 2015 erreichte sie die notwendige Elo-Zahl und trägt seitdem den IM-Titel.
Mit ihrer bisher höchsten Elo-Zahl von 2401 lag Widenowa im Februar 2015 hinter Antoaneta Stefanowa auf dem zweiten Platz der bulgarischen Rangliste der Frauen.

## Nationalmannschaft
Mit Bulgarien nahm Iwa Widenowa an den Schacholympiaden der Frauen 2010, 2012, 2014 und 2016 sowie den Mannschaftseuropameisterschaften der Frauen 2009, 2011 und 2013 teil. 2011 erreichte sie das drittbeste Einzelergebnis am zweiten Brett.

## Vereine
Iwa Widenowa-Kuljašević spielt in Bulgarien für den Lokomotive 2000-Plowdiw, mit dem sie zweimal die Mannschaftsmeisterschaft der Frauen gewann, einmal Vizemeister und zweimal Meisterschaftsdritte wurde sowie am European Club Cup der Frauen 2010 teilnahm. In Serbien spielt sie für Nestor Belgrad. Vereinsschach spielte sie auch in Rumänien (für CSU Brașov), der Türkei (gemeinsam mit Petar Drentschew für den İstanbul Dobruca S.K.) und Griechenland (für die Schachakademie Chania). In der deutschen Frauenbundesliga spielte sie von der Saison 2014/15 bis zur Saison 2018/19 für den SK Schwäbisch Hall und wurde mit diesem 2017 Meister.